# Retinaculul flexorilor

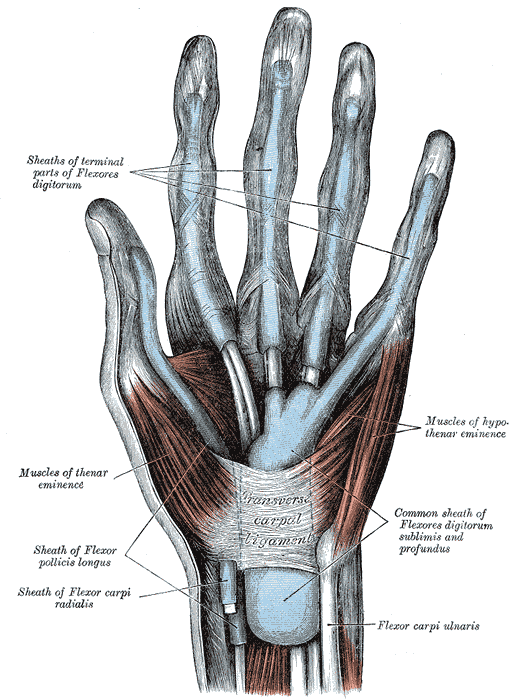
Faţa anterioară a carpului şi mâinii. Retinaculul flexorilor sau ligamentul transvers al carpului (Ligamentum carpi transversum) se află în centru

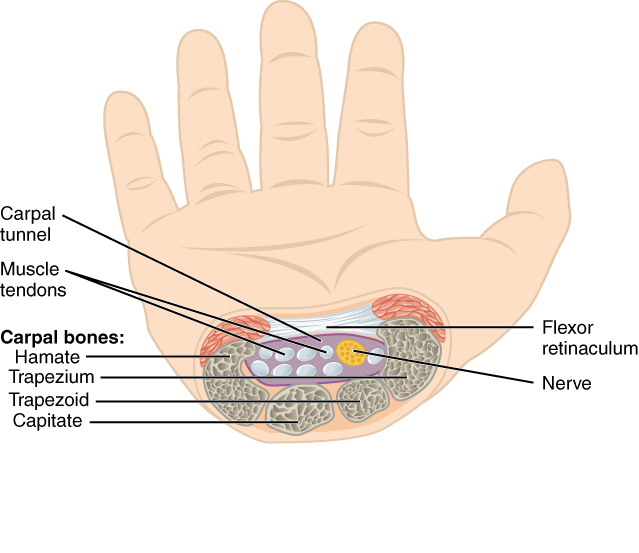
Canalul carpian

Secțiune transversală la nivelul retinaculului flexorilor, canalul carpian se află în centru

Retinaculul flexorilor (Retinaculum musculorum flexorum manus, Retinaculum musculorum flexorum, Retinaculum flexorum) sau  ligamentul transvers al carpului (Ligamentum carpi transversum), ligamentul inelar anterior al carpului (Ligamentum carpi volare) este o panglică (sau bandă) fibroasă patrulateră transversă situată la nivelul articulației radiocarpiene (Articulatio radiocarpalis) pe fața anterioară (sau palmară) a carpului, care este întinsă între cele două margini ale șanțului carpului (Sulcus carpi). El este o continuare inferioară a fasciei antebrahiale (Fascia antebrachii) pe fața palmară a carpului. Retinaculul flexorilor se continuă cu fasciile tenară și hipotenară.
Retinaculul flexorilor determină împreună cu oasele carpului culise osteofibroase care permit alunecarea tendoanelor flexorilor degetelor, alunecare care este ușurată de teci sinoviale. El este format structural din fibre superficiale verticale și oblice, și din fibre profunde transversale.
Extremitatea sa medială se inseră pe eminența carpiană medială (Eminentia carpi ulnaris) formată de pisiform (Os pisiforme) și cârligul osului cu cârlig (Hamulus ossis hamati), iar extremitatea laterală pe eminența carpiană laterală (Eminentia carpi radialis) fomată de tuberculul scafoidului (Tuberculum ossis scaphoidei) și tuberculul trapezului (Tuberculum ossis trapezii). 
Retinaculul flexorilor transformă șanțul carpian (Sulcus carpi) într-un canal osteofibros, canalul carpian (Canalis carpi) numit de chirurgi tunel carpian. Canalul carpian este delimitat posterior de oasele carpului care formează șanțul carpian, medial de osul pisiform și cârligul osului hamat, lateral de tuberculul osului scafoid și tuberculul osului trapez și anterior de retinaculul flexorilor. Prin canalul carpian se face comunicarea între antebraț și regiunea profundă a palmei și permite propagarea unor colecții patologice între cele două compartimente. 
De pe fața posterioară a retinaculului se desprinde o lamă despărțitoare (sau sept fibros) sagital, care se inseră pe oasele carpiene (scafoid, trapezoid și capitat), și împarte canalul carpian în doua loje (canale sau culise) osteofibroase: medială și laterală.
Loja medială (canalul radiocarpian), cu mult mai mare decât cea laterală, conține: nervul median (Nervus medianus) și tecile sinoviale pentru tendoanele mușchilor flexori ai degetelor (cu excepția tendonului flexorului ulnar al carpului): teaca sinovială comună (Vagina communis tendinum musculorum flexorum manus) a mușchiului flexor superficial al degetelor (Musculus flexor digitorum superficialis) și mușchiului flexor profund al degetelor (Musculus flexor digitorum profundus) și teaca sinovială a tendonului mușchiului flexor lung al policelui (Vagina tendinis musculi flexoris pollicis longi).
Loja laterală (Canalis carpi radialis) conține tendonul mușchiului flexor radial al carpului (Musculus flexor carpi radialis), învelit în teaca sa sinovială.
În afara canalului carpian, anterior de retinaculul flexorilor se află loja lui Guyon sau canalul Guyon (Canalis carpi ulnaris), care este delimitată medial de osul pisiform (Os pisiforme), posterior de retinaculul flexorilor, anterior de expansiunea retinaculului flexorilor și a mușchiului flexor ulnar al carpului (Musculus flexor carpi ulnaris). În loja lui Guyon se află nervul ulnar (Nervus ulnaris) și vasele ulnare (artera ulnară și vena ulnară).
Pe fața anterioară a retinaculului flexorilor se inseră mușchiul lung palmar (Musculus palmaris longus), iar inferior constituie originea mușchilor eminenței tenare și hipotenare.
În același plan cu retinaculul flexorilor se găsesc tendoanele mușchilor brahioradial, flexori radial și ulnar ai carpului.